# Пийр, Уно
Уно Пийр (эст. Uno Piir; 13 ноября 1929, Таллин, Эстония — 4 мая 2025) — советский футболист, эстонский футбольный тренер. Заслуженный тренер Эстонской ССР. Судья республиканской категории (1970).

## Карьера
Воспитанник таллинского «Динамо». В качестве футболиста выступал на позиции полузащитника в командах «Динамо» (Таллин) и «Калев». Окончил Таллинский техникум физической культуры в 1949 году и факультет физического воспитания Тартуского университета в 1956 году.
В 1960—1961 годах Пийр входил в тренерский штаб «Калева». В тот момент команда играла в высшем дивизионе чемпионата СССР — в классе «А».
Затем в течение долгого времени специалист работал с таллинской «Нормой». Он неоднократно приводил команду к победам в чемпионате и Кубке Эстонской ССР. В 1990—1991 гг. тренер был наставником финского клуба «Валкеакоскен Коскенпойат».
После восстановления государственной независимости Эстонии Пийр был первым тренером национальной сборной.
В 1990-е годы специалист возглавлял «Таллинну Садам». Пийр приводил команду к победам в Кубке и Суперкубке страны.
Последним местом работы тренера был клуб «Нымме Калью». С 1997 по 2004 год он работал в его академии.
На 90-летний юбилей тренера Эстонский футбольный союз наградил Пийра памятной пластиной и денежной премией в размере 3000 евро.
5 мая 2025 году Эстонская федерация футбола сообщила, что 4 мая Уно Пийр скончался.

## Достижения
- Чемпион Эстонской ССР (8): 1949, 1950, 1955, 1964, 1967, 1970, 1979, 1988
- Обладатель Кубка Эстонской ССР (7): 1949, 1962, 1965, 1971, 1973, 1974, 1989
- Обладатель Кубка Эстонии (1): 1995/96
- Обладатель Суперкубка Эстонии (1): 1996

## Награды
- Заслуженный тренер Эстонской ССР (1979)
- Почётный член спортивного общества «Калев» (1984)
- Серебряный знак Эстонского футбольного союза (2004)
- Золотой знак Эстонского футбольного союза (2014)[7][8]

## Семья
- Супруга — фигуристка, тренер и судья Ли Пийр (в девичестве — Рооба) (1930—2020).